# Forbol
Forbolul este un compus organic natural de tip poliol diterpenic derivat de tiglian. A fost izolat în anul 1934 ca produs de hidroliză al uleiului obținut din semințele de Croton tiglium.